# Christian Kortmann
Christian Kortmann (* 1974 in Köln) ist ein deutscher Journalist und Schriftsteller.

## Leben
Kortmann studierte an den Universitäten Hildesheim und Bologna Kulturwissenschaften. Er wurde 2005 mit einer Arbeit über literarische Erstlingswerke promoviert.
Kortmann schrieb von 2000 bis 2010 für überregionalen Zeitungen wie die tageszeitung, Die Zeit und die Süddeutsche Zeitung. In seinen Arbeiten untersuchte er vor allem die  Auswirkung der Popkultur in der medialen Welt und beschäftigte sich mit der Lyrikrezeption im Internet-Zeitalter. In der Online-Ausgabe der Süddeutschen Zeitung stellte er von 2007 bis 2010 unter dem Titel „Das Leben der Anderen“ regelmäßig kritisch das Internetvideo der Woche vor.
Kortmann arbeitet als freier Autor und Texter in Hamburg; unter anderem stammt der seit 2016 verwendete „geflügelte Claim“ der DKB, „Das kann Bank“, nach Kortmanns Angaben aus seiner Feder. Außerdem hat er mehrere Romane und einen Gedichtband veröffentlicht.

## Werk
Im Zentrum von Kortmanns literarischem Werk stehen die moderne Arbeitswelt, der „Optimierungswahn“ und der „Karrieredruck“ in unserer Gesellschaft. Über Kortmanns Debütroman Der Läufer schrieb Tobias Lehmkuhl in der Süddeutschen Zeitung: Die Selbstreflexionen des nicht ganz zufriedenen Münchner Protagonisten während seines fast fünfeinhalbfachen Marathons seien „rilkisch-stark“ mit dem Drang nach Lebensoptimierung verknüpft, aber dabei kein „quasi-religiöses“ Medium zur Läuterung durch Laufen.
Kortmanns Roman Einhandsegeln (2021) wurde in den Kieler Nachrichten als „faszinierend verwirrendes Schelmenstück“ bezeichnet. Auf Literaturkritik.de heißt es dazu: „Das Buch erleidet keinen Schiffbruch, weil es mit den Selbstzeugnissen von Weltumseglern, Globetrottern und Aussteigern herzlich wenig gemein hat.“
Die Theaterfassung von Einhandsegeln wurde am 12. Februar 2022 als Einpersonenstück mit Tim Porath am Thalia Theater Hamburg uraufgeführt. Regie führte Matthias Günther.
Eine Besonderheit zeichnet Kortmanns in der Gegenwart des 21. Jahrhunderts spielenden Roman Happy Hour Schopenhauer aus: Sämtliche Passagen wörtlicher Rede der Figur Arthur Schopenhauer sind Originalzitate des Philosophen (1788–1860). So soll dem Leser die Aktualität des schopenhauerschen Denkens nähergebracht werden.
Über den Gedichtband Als ließen die Dinge noch mit sich reden schreibt Jörn Münkner auf Literaturkritik.de: „Kortmann unternimmt lyrisch Selbst- und Fremdtherapie, ein vitales Coaching für die Lebensaufgabe des beharrlichen bei-sich-Seins und Bleibens. Mit den Anspielungen auf die Schreibpraxis öffnen die Texte auch einen Spalt breit die Tür in den Raum, in dem der Autor mit poetischer Gestimmtheit zum Seher-Mahner wird. Das gelingt ihm ziemlich eindrucksvoll.“
Kortmanns Erzählung Mein Vater ist nicht gestorben ist laut Verlag „ein vielstimmiges Selbstgespräch über Verlust, Nähe und das Weiterleben mit dem, was war“. Im Interview mit Verleger Lothar Wekel spricht Kortmann über die zarte Kraft der Erinnerung, das Schreiben als Halt und über die überraschende Lebenskunst eines Vaters, der „in keiner Sache außergewöhnlich begabt war – außer im Leben selbst: Materiell hat mein Vater mir nichts vererbt, ich betrachte mich aber als reichen Gedanken- und Verhaltenserben. Die Fortsetzung des Dialogs und das Bewahren des Schönen, Guten und Wahrhaftigen ist die vielleicht vornehmste Aufgabe der Kunst und vor allem des Schriftstellers. Um dieses Gespräch fruchtbar zu führen, muss man akzeptieren, dass das Gegenüber gegangen ist, und lehnt sich zugleich gegen das Verstummen auf. Andere Menschen, heute oder in ferner Zukunft, werden das Buch lesen und den Dialog vielleicht weiterführen – wir senden und empfangen über lange Distanzen“.

## Sonstiges
Von Juni bis Oktober 2021 veröffentlichte Kortmann in Zusammenarbeit mit Matthias Günther und unter Beteiligung von Schauspielern wie Susanne Abelein, Toini Ruhnke, Rosa Thormeyer, Pascal Houdus, Tim Porath oder Merlin Sandmeyer seine Gedichte im neuartigen Format des Lyrikclips auf seiner Instagram-Seite sowie in seinem YouTube-Kanal.
Ebenso veröffentlicht er hier Musikvideos, die er ausgehend von seinen Songtexten mittels Künstlicher Intelligenz produziert.

## Veröffentlichungen
- Tanz der Lemmys: Lemmy und die Schmöker. Bd. 2 (zusammen mit Uli Becker, Gerald Fricke), Wehrhahn-Verlag, Hannover 2000.
- Schmök On The Water: Lemmy und die Schmöker. Bd. 5 (zusammen mit Ralf Sotscheck, Frank Schäfer), Wehrhahn-Verlag, Hannover 2001.
- Urban Safari – Expeditionen in die populäre Kultur. Oktober Verlag, Münster 2003, ISBN 978-3-938568-08-8.
- Die aus dem Nichts kommende Stimme. Zur Ästhetik des literarischen Debüts in der Mediengesellschaft. Königshausen & Neumann, Würzburg 2006. ISBN 978-3826032400.
- Der Läufer. Roman. Karl Blessing Verlag 2009 ISBN 978-3-89667-412-8.
- Das menschliche Optimum. Roman. Oktober Verlag, Münster 2012, ISBN 978-3-941895-19-5.
- Mein Chef der Hund. Roman. Piper Verlag, München 2015, ISBN 978-3492057127
- Einhandsegeln. Roman. Dörlemann Verlag, Zürich 2021, ISBN 978-3038200970
- Happy Hour Schopenhauer. Roman einer Bibliotherapie. Turia + Kant, Wien und Berlin 2022, ISBN 978-3-98514-030-5
- Als ließen die Dinge noch mit sich reden. Gedichte. Moloko Print, Schönebeck 2024, ISBN 978-3910431300
- Einhandsegeln. Roman (Taschenbuch). Kampa Verlag, Zürich 2025, ISBN 978-3311151043
- Mein Vater ist nicht gestorben. Erzählung. S. Marix Verlag, Wiesbaden 2025, ISBN 978-3737412483